# Sonntage im Jahreskreis
Als Sonntage im Jahreskreis (lat. Dominicis per annum) werden im Kirchenjahr der römisch-katholischen Kirche sowie in den englischsprachigen evangelischen Kirchen, die dem Revised Common Lectionary folgen, diejenigen Sonntage bezeichnet, die nicht zum Weihnachtsfestkreis oder zum Osterfestkreis gehören und auch von keinem anderen Fest verdrängt werden. Diese Zeit heißt zusammenfassend Zeit im Jahreskreis (lat. tempus per annum). Der Sonntagszählung folgt eine Zählung der Lesewochen, die für die Feier des Stundengebetes von Bedeutung ist. Die liturgische Farbe ist grün.
Im evangelischen Kirchenjahr entsprechen diesen Sonntagen die Sonntage nach Epiphanias und die Sonntage nach Trinitatis.

## Zählung
Die Zählung beruht auf der Zählung der Wochen im Jahreskreis, der 33 oder 34 Wochen umfasst. Die Zählung beginnt mit der Woche nach dem Fest der Taufe des Herrn, das selbst noch zum Weihnachtsfestkreis gehört. Der Sonntag nach dem Fest der Taufe des Herrn ist also immer der 2. Sonntag im Jahreskreis – eigentlich: Sonntag der 2. Woche im Jahreskreis. Die Zählung umfasst die Sonntage bis zur Fastenzeit, der sich die Osterzeit anschließt, und wird mit der Woche nach Pfingsten fortgesetzt. Wegen des wechselnden Osterdatums schwankt die Zahl der Sonntage vor und nach der Osterzeit. Am letzten Sonntag im Kirchenjahr, dem Sonntag vor dem 1. Adventssonntag, wird das Christkönigsfest gefeiert.
Hat ein Jahr kalendarisch nur 33 Sonntage im Jahreskreis, wird in der Zählung der Sonntag, der an Pfingsten an der Reihe wäre, ausgelassen. Dadurch werden die endzeitlich ausgerichteten liturgischen Texte der 33. und 34. Woche immer gelesen.

## Vorkonziliare Zählung
Bis zur Liturgiereform des Zweiten Vatikanischen Konzils wurden die zwei bis sechs Sonntage vor der Vorfastenzeit (Sonntag Septuagesima) als „Sonntage nach Erscheinung des Herrn“ bezeichnet und die 24 bis 28 Sonntage nach der Osterzeit als „Sonntage nach Pfingsten“. Wenn es wegen eines früheren Ostertermins weniger Sonntage nach Erscheinung des Herrn gab, wurden diese als „nachgeholter Sonntag nach Erscheinung des Herrn“ an das Ende des Kirchenjahres, zwischen den 23. und 24. Sonntag nach Pfingsten, verlegt.

## Leseordnung
In der zweiten Lesung der heiligen Messe der Sonntage im Jahreskreis werden als Bahnlesung nacheinander Abschnitte aus der neutestamentlichen Briefliteratur gelesen.
| Sonntag | Lesejahr A            | Lesejahr A                | Lesejahr B        | Lesejahr B                      | Lesejahr C                      | Lesejahr C                        |
| ------- | --------------------- | ------------------------- | ----------------- | ------------------------------- | ------------------------------- | --------------------------------- |
| 02      | 1. Korinther 1–4      | 1 Kor 1,1–3               | 1. Korinther 6–10 | 1 Kor 6,13c–15a und 6,17–20     | 1. Korinther 12–15              | 1 Kor 12,4–11                     |
| 03      | 1. Korinther 1–4      | 1 Kor 1,10–13 und 1,17    | 1. Korinther 6–10 | 1 Kor 7,29–31                   | 1. Korinther 12–15              | 1 Kor 12,12–31a                   |
| 04      | 1. Korinther 1–4      | 1 Kor 1,26–31             | 1. Korinther 6–10 | 1 Kor 7,32–35                   | 1. Korinther 12–15              | 1 Kor 12,31ff und 13,1-13         |
| 05      | 1. Korinther 1–4      | 1 Kor 2,1–5               | 1. Korinther 6–10 | 1 Kor 9,16–19 und 9,22–23       | 1. Korinther 12–15              | 1 Kor 15,1–11                     |
| 06      | 1. Korinther 1–4      | 1 Kor 2,6–10              | 1. Korinther 6–10 | 1 Kor 10,31ff. und 11,1         | 1. Korinther 12–15              | 1 Kor 15,12 und 15,16–20          |
| 07      | 1. Korinther 1–4      | 1 Kor 3,16–23             | 2. Korinther 1–12 | 2 Kor 1,18–22                   | 1. Korinther 12–15              | 1 Kor 15,45–49                    |
| 08      | 1. Korinther 1–4      | 1 Kor 4,1–5               | 2. Korinther 1–12 | 2 Kor 3,1b–6                    | 1. Korinther 12–15              | 1 Kor 15,54–58                    |
| 09      | Römer 3–14            | Röm 3,21–25a und 3,28     | 2. Korinther 1–12 | 2 Kor 4,6–11                    | Galater 1–6                     | Gal 1,1–2 und 1,6–10              |
| 10      | Römer 3–14            | Röm 4,18–25               | 2. Korinther 1–12 | 2 Kor 4,13ff. und 5,1           | Galater 1–6                     | Gal 1,11–19                       |
| 11      | Römer 3–14            | Röm 5,6–11                | 2. Korinther 1–12 | 2 Kor 5,6–10                    | Galater 1–6                     | Gal 2,16 und 2,19–21              |
| 12      | Römer 3–14            | Röm 5,12–15               | 2. Korinther 1–12 | 2 Kor 5,14–17                   | Galater 1–6                     | Gal 3,26–29                       |
| 13      | Römer 3–14            | Röm 6,3–4 und 6,8–11      | 2. Korinther 1–12 | 2 Kor 8,7 ; 8,9 und 8,13–15     | Galater 1–6                     | Gal 5,1 und 5,13–18               |
| 14      | Römer 3–14            | Röm 8,9 und 8,11–13       | 2. Korinther 1–12 | 2 Kor 12,7–10                   | Galater 1–6                     | Gal 6,14–18                       |
| 15      | Römer 3–14            | Röm 8,18–23               | Epheser 1–5       | Eph 1,3–14                      | Kolosser 1–3                    | Kol 1,15–20                       |
| 16      | Römer 3–14            | Röm 8,26–27               | Epheser 1–5       | Eph 2,13–18                     | Kolosser 1–3                    | Kol 1,24–28                       |
| 17      | Römer 3–14            | Röm 8,28–30               | Epheser 1–5       | Eph 4,1–6                       | Kolosser 1–3                    | Kol 2,12–14                       |
| 18      | Römer 3–14            | Röm 8,35 und 8,37–39      | Epheser 1–5       | Eph 4,17 und 4,20–24            | Kolosser 1–3                    | Kol 3,1–5 und 3,9–11              |
| 19      | Römer 3–14            | Röm 9,1–5                 | Epheser 1–5       | Eph 4,30ff und Eph 5,1–2        | Hebräer 11–12                   | Hebr 11,8–19 und 11,8–19          |
| 20      | Römer 3–14            | Röm 11,13–15 und 11,29–32 | Epheser 1–5       | Eph 5,15–20                     | Hebräer 11–12                   | Hebr 12,1–4                       |
| 21      | Römer 3–14            | Röm 11,33–36              | Epheser 1–5       | Eph 5,21–32                     | Hebräer 11–12                   | Hebr 12,5–7 und 12,11–13          |
| 22      | Römer 3–14            | Röm 12,1–2                | Jakobus 1–5       | Jak 1,17–18 ; 1,21b–22 und 1,27 | Hebräer 11–12                   | Hebr 12,18–19 und 12,22–24a       |
| 23      | Römer 3–14            | Röm 13,8–10               | Jakobus 1–5       | Jak 2,1–5                       | Philemon                        | Phlm 9b–10.12–17                  |
| 24      | Römer 3–14            | Röm 14,7–9                | Jakobus 1–5       | Jak 2,14–18                     | 1. Timotheus 1 – 2. Timotheus 4 | 1 Tim 1,12–17                     |
| 25      | Philipper 1–4         | Phil 1,20–24 und 1,27a    | Jakobus 1–5       | Jak 3,16ff. und 4,1–3           | 1. Timotheus 1 – 2. Timotheus 4 | 1 Tim 2,1–8                       |
| 26      | Philipper 1–4         | Phil 2,1–11               | Jakobus 1–5       | Jak 5,1–6                       | 1. Timotheus 1 – 2. Timotheus 4 | 1 Tim 6,11–16                     |
| 27      | Philipper 1–4         | Phil 4,6–9                | Hebräer 2–10      | Hebr 2,9–11                     | 1. Timotheus 1 – 2. Timotheus 4 | 2 Tim 1,6–8 und 1,13–14           |
| 28      | Philipper 1–4         | Phil 4,12–14 und 4,19–20  | Hebräer 2–10      | Hebr 4,12–13                    | 1. Timotheus 1 – 2. Timotheus 4 | 2 Tim 2,8–13                      |
| 29      | 1. Thessalonicher 1–5 | 1 Thess 1,1–5b            | Hebräer 2–10      | Hebr 4,14–16                    | 1. Timotheus 1 – 2. Timotheus 4 | 2 Tim 3,14ff. und 4,1–2           |
| 30      | 1. Thessalonicher 1–5 | 1 Thess 1,5c–10           | Hebräer 2–10      | Hebr 5,1–6                      | 1. Timotheus 1 – 2. Timotheus 4 | 2 Tim 4,6–8 und 4,16–18           |
| 31      | 1. Thessalonicher 1–5 | 1 Thess 2,7b–9 und 2,13   | Hebräer 2–10      | Hebr 7,23–28                    | 2. Thessalonicher 1–3           | 2 Thess 1,11ff. und 2,1–2         |
| 32      | 1. Thessalonicher 1–5 | 1 Thess 4,13–18           | Hebräer 2–10      | Hebr 9,24–28                    | 2. Thessalonicher 1–3           | 2 Thess 2,16ff. und 2 Thess 3,1–5 |
| 33      | 1. Thessalonicher 1–5 | 1 Thess 5,1–6             | Hebräer 2–10      | Hebr 10,11–14 und 10,18         | 2. Thessalonicher 1–3           | 2 Thess 3,7–12                    |